# Sagarika (misil)
Sagarika (IAST: Sāgarikā; en: Oceanic), también conocido por los nombres en clave K-15 o B-05, es un misil balístico lanzado desde un submarino indio (SLBM) con un alcance de 750 kilómetros (466 millas) que fue diseñado para ataques nucleares de represalia. Pertenece a la familia de misiles K y forma parte de la tríada nuclear de la India.